# Серва (приток Лолога)
Серва — река в России, протекает в Кочёвском районе Пермского края. Устье реки находится в 88 км по правому берегу реки Лолог. Длина реки составляет 14 км.
Исток реки в лесах в 6 км к юго-западу от села Юксеево (центр Юксеевского сельского поселения). В верховьях до впадения притоков Сервы 2-й (слева) и Сервы 3-й (справа) называется также Серва 1-я. Река течёт на северо-запад по лесу. Впадает в Лолог в черте посёлка Серва (Юксеевское сельское поселение).

## Данные водного реестра
По данным государственного водного реестра России относится к Камскому бассейновому округу, водохозяйственный участок реки — Кама от истока до водомерного поста у села Бондюг, речной подбассейн реки — бассейны притоков Камы до впадения Белой. Речной бассейн реки — Кама.
По данным геоинформационной системы водохозяйственного районирования территории РФ, подготовленной Федеральным агентством водных ресурсов:
- Код водного объекта в государственном водном реестре — 10010100112111100002904
- Код по гидрологической изученности (ГИ) — 111100290
- Код бассейна — 10.01.01.001
- Номер тома по ГИ — 11
- Выпуск по ГИ — 1